# Daniel Lifshitz
Daniel Lifshitz (hebräisch דניאל ליפשיץ; * 24. April 1988) ist ein ehemaliger israelisch-schwedischer Fußballtorhüter. Seit der Verschleppung seiner Großeltern beim Angriff auf Nir Oz engagiert er sich als Aktivist für die Befreiung der Geiseln.

## Leben
Lifshitz wurde in Göteborg, Schweden geboren. Sein Vater stammte aus dem Kibbuz Nir Oz. Seine Mutter war Schwedin und hatte seinen Vater in Israel kennengelernt. Er zog als Kind mit seiner Familie nach Israel und wuchs in Nir Oz auf. Die Großmutter Yocheved und der Großvater Oded Lifshitz waren Mitgründer von Nir Oz. Die Großeltern wurden beim Terrorangriff der Hamas auf Israel 2023 als Geiseln genommen.
Am 17. Juni 2008 unterzeichnete Lifshitz einen Vierjahresvertrag beim israelischen Erstligisten Maccabi Netanja. Er absolvierte 16 Ligaspiele für den Verein in der Ligat ha’Al und stand darüber hinaus 2009 viermal in der UEFA-Europa-League-Qualifikation für den Verein im Tor. Im Sommer 2010 verließ er Netanya und unterzeichnete einen Einjahresvertrag bei Maccabi Ahi Nazareth, wechselte aber schon im Januar 2011 zurück in die erste Liga zu Hapoel Be’er Scheva , wo er bis zum Ende der Saison 2011/12 zumeist als Ersatztorhüter im Kader stand und auf insgesamt zwei Einsätze in der ersten Liga kam. Im August 2012 wechselte Lifshitz in die Liga Leumit, die zweite Liga Israels. Dort spielte er zunächst für Tzeirei Umm al-Fahm, anschließend für Hapoel Aschkelon, Hakoah Amidar Ramat Gan und Maccabi Herzlia.
Im August 2014 unterschrieb er beim damaligen Erstligisten Hapoel Ra’anana, für den er in 20 Spielen zwischen den Pfosten stand. Trotzdem wurde er im Sommer 2015 an den Ligakonkurrenten und Rekordmeister Maccabi Tel Aviv ausgeliehen. Bei Tel Aviv saß er zumeist als Ersatztorhüter auf der Bank und kam nur noch zu einem Einsatz in der Liga. 2016 wechselte er endgültig zu Tel Aviv. In der Saison 2017/18 stand er nur noch bei wenigen Spielen im Kader. Er fiel für Monate aufgrund einer Schulterverletzung aus und beendete am Ende der Saison seine Karriere als Fußballer.
Lifshitz gründete nach seiner aktiven Zeit einen Weinimport und wurde nach der Verschleppung seiner Großeltern beim Angriff auf Nir Oz Aktivist für die Befreiung der Geiseln. Seine Großmutter Yocheved Lifshitz kehrte als eine der ersten Geiseln zwei Wochen nach ihrer Entführung aus der Hamas-Gefangenschaft zurück. Die Leiche seines Großvaters Oded Lifshitz wurde am 20. Januar 2025 zusammen mit drei anderen getöteten Geiseln von der Hamas an Israel übergeben.